# Peter Dienst
Johann Peter Dienst (* 26. April 1783 in Weilmünster; † 24. Januar 1856 ebenda) war ein deutscher Schultheiß und Mitglied des Nassauischen Landtags. 

## Leben
Peter Dienst wurde als Sohn des Bürgermeisters Johann Conrad Dienst (1742–1808) und dessen Ehefrau Anna Catharina Stahl (1749–1809) geboren. Er war in seinem Heimatort als Oberschultheiß  
und Bürgerleutnant tätig, als er 1839 aus der Gruppe der Grundbesitzer des Wahlkreises Weilburg ein Mandat für den Nassauischen Landtag erhielt. 
Peter Dienst blieb bis 1848 in diesem Amt. 